# 北極高原
北極高原（拉丁語：Planum Boreum，北方的平原；Planum是指高海拔的平原或高原）是位於火星北極區的高原。範圍從大約80°N向北延伸，中心點大約位於88°00′N 15°00′E / 88.0°N 15.0°E。在這個高原周圍的區域是平坦無明顯地表特徵的低地，向南延伸約1500公里且佔據火星北半球大部分區域的北方大平原。1999年哈伯太空望遠鏡拍攝到了北極高原氣旋的影像。該氣旋直徑約1750公里，並有一個直徑320公里的明顯風眼。

## 冰帽

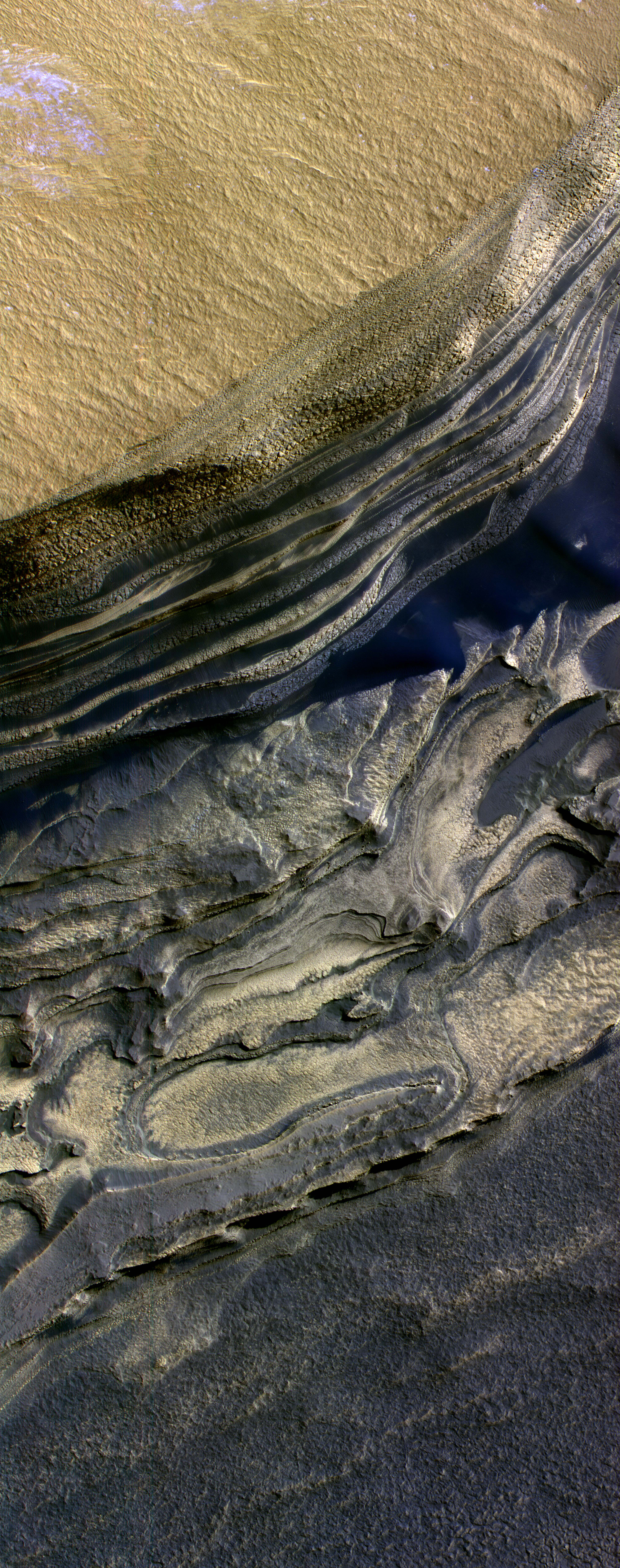
火星侦察轨道器拍攝位於北極冰帽的北極峽谷（Chasma Boreale）一側假色影像。淺棕色代表表面覆蓋灰色塵埃的地層，藍色地層則是含有水冰和乾冰的地層。規則裂縫指出水冰高度集中。

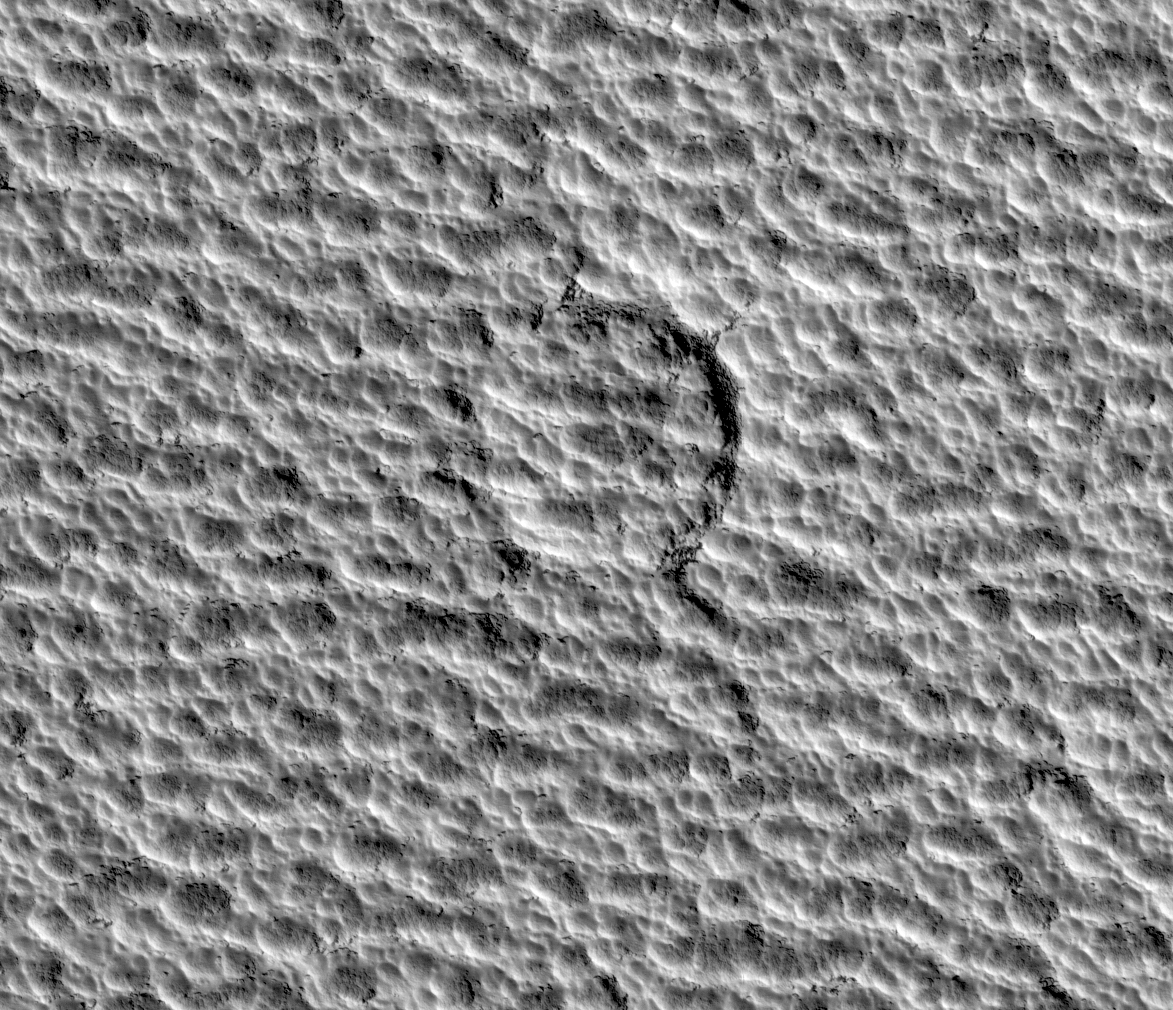
HiRISE拍攝到火星北極冰帽的撞擊坑

北極高原是以水冰和乾冰組成的永久冰帽所在地。冰帽的體積是120萬立方公里，覆蓋面積相當於德克薩斯州1.5倍。直徑600公里，最大深度約3公里。冰帽的螺旋狀凹陷區域主要是因為受到強勁的風侵蝕和乾冰昇華造成。
火星北極冰帽在春季中期的表面成分（在冬季季節性乾冰累積之後）已經被軌道探測器研究過。冰帽外緣則混雜塵土（重量的0.15%），不過絕大多數是水冰。越接近北極點表面的水冰減少，並被乾冰取代。而冰的純度也增加。在北極點的季節性冰則幾乎都是乾冰和少量的塵土，以及30 ppm的水冰。
2007年發射的鳳凰號火星探測器於2008年5月25日登陸火星的北方大平原。火星極區冰帽已被傑佛瑞·蘭迪斯和查爾斯·科克爾提議是未來載人火星任務的登陸地點。

## 地形特徵

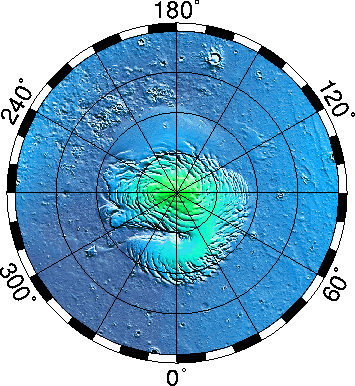
火星北極的地形圖，注意北極高原比周圍平坦無明顯特徵的地區來得高。點選可看大圖。

北極高原的主要地理特徵是被稱為北極峽谷的巨大裂縫或峽谷。該峽谷寬度可達100公里，深度可達2公里。相較之下大峽谷在某些段約1.6公里深，長度446公里，但最寬處只有約24公里。北極峽谷切穿極區沉積物和冰，類似的狀況在格陵蘭也可發現。
在北極峽谷西側北極高原和北方大平原之間是不規則狀的陡坡，稱為特纽依斯峭壁。該斜坡高度高達1公里。其他區域北方大平原和北極高原之間則是一群台地和地槽。
北極高原被自75°N到85°N的大範圍沙丘地包圍。這些沙丘地叫做奧林比亚沙丘地、阿瓦洛斯沙丘群和許珀耳玻瑞亞沙丘群。最大的奧林匹亞沙丘地範圍橫跨100°E到240°E，阿巴洛斯沙丘地橫跨261°E到280°E，而許珀耳玻瑞亞沙丘地則橫跨311°E到341°E。參見地球外的沙丘地列表。

## 雪崩

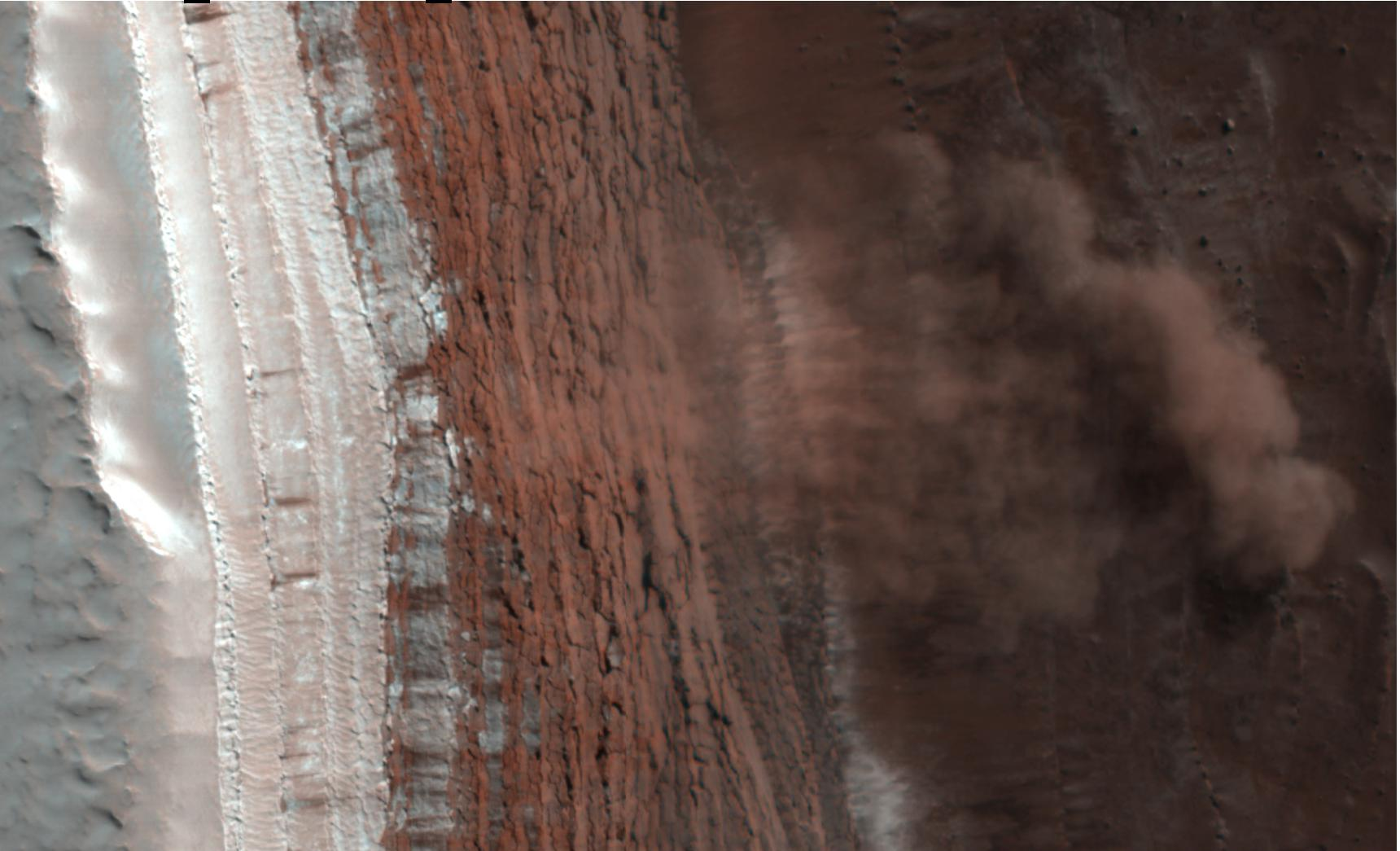
火星上的雪崩假色照片。

2008年2月火星侦察轨道器的HiRISE拍攝到發生在一個高700公尺峭壁的四次雪崩。雪崩後由細顆粒土壤產生的雲寬度180公尺，自峭壁底部延伸190公尺。偏紅的地層被認為是富含水冰的地層，而白色的地層是季節性的乾冰霜。這次山崩被認為是自最上方的紅色地層開始。後續觀測確定它的本質是泥石流

## 外部連結
- Fly over the Chasma Boreale at Martian north pole（页面存档备份，存于） - courtesy of Mars Express
- Geologic Map of the Northern Plains of Mars（页面存档备份，存于）
- HiRISE image of Martian landslides（页面存档备份，存于）
- HiRISE image of permanent ice mound separated from cap（页面存档备份，存于）
- Various HiRISE images of the north polar ice cap: （页面存档备份，存于） （页面存档备份，存于） （页面存档备份，存于） （页面存档备份，存于）